# Allison Francis Rodríguez Vivas
Allison Francis Rodríguez Vivas (...) è una giocatrice di football americano spagnola, che gioca come wide receiver per le Barberá Rookies.

## Palmarès
- 1 Europeo (2023-2024)